# Pinacol
El pinacol, llamado también 2,3-dimetilbutano-2,3-diol o 1,1,2,2-tetrametiletilenglicol, es un alcohol de fórmula molecular C6H14O2. Es isómero de posición del 1,6-hexanodiol pero, a diferencia de este, es un diol vecinal cuyos dos grupos funcionales hidroxilo se encuentran en átomos de carbono adyacentes.

## Propiedades físicas y químicas
El pinacol es un sólido blanco cuyo olor ha sido descrito como leñoso, terroso y pachulí.
Tiene su punto de fusión a 40 - 43 °C y su punto de ebullición a 172 °C.
Posee una densidad ligeramente inferior a la del agua, 0,967 g/cm³.
Es soluble en agua caliente, alcohol y éter dietílico.
Es un compuesto estable aunque combustible. Es incompatible con agentes oxidantes fuertes, bases fuertes y ácidos fuertes.

## Síntesis y usos
El pinacol se puede producir por reacción de acoplamiento pinacólica a partir de la  acetona:

Otra ruta de síntesis del pinacol es por dihidroxilación asimétrica de Sharpless de tetrametiletileno, empleando osmio como catalizador a pH 12; el rendimiento de esta reacción es del 99%.
Asimismo, la hidrogenación de 4,4,5,5-tetrametil-1,3-dioxolan-2-ona, utilizando (PNP)RuII como catalizador, permite obtener pinacol además de metanol.
Como diol vecinal, el pinacol puede reordenarse a pinacolona por trasposición pinacólica, por ejemplo por calentamiento con ácido sulfúrico:

Por otra parte, el pinacol puede usarse con borano y tricloruro de boro para producir productos intermedios sintéticos como pinacolborano, bis(pinacolato)diboro y pinacolcloroborano.
Además, juega un papel importante como intermediario en la elaboración de compuestos biológicamente activos como agentes antivirales, antibacterianos, antifúngicos y antituberculosis.
Por otra parte, se ha propuesto su empleo para la producción sostenible de o-xileno en un proceso en dos pasos que implica, en primera instancia, la deshidratación de pinacol a 2,3-dimetilbutadieno en cloruro de 1-etil-3-metilimidazolio, actuando como catalizador ácido fosfotúngstico; en segunda instancia, el o-xileno se forma por una reacción de Diels-Alder entre el 2,3-dimetilbutadieno obtenido en el primer paso y acroleína.
En la industria alimentaria el pinacol se puede encontrar en la leche desnatada y en la leche en polvo.

## Precauciones
Este compuesto es inflamable, siendo su punto de inflamabilidad 77 °C.
Su contacto puede provocar irritación en ojos, piel y aparato respiratorio.